# 梅貽琦
梅貽琦（1889年12月29日—1962年5月19日），字月涵，天津市人，中華民國物理学家和教育家。毕业于南开中学、清華學校。曾任中華民國教育部部長、中央研究院院士和國立清华大学校长。祖籍江蘇武進，祖先於明成祖時由江南遷居北京，後於天津落籍。熟讀史書，喜愛科學。初起研究電機工程，後轉為專攻物理。

## 生平
1904年，15岁的梅貽琦初入天津南开学堂（其前身是由严范孙创办的“严氏家塾”，当时称“私立中学堂”，后又曾改称“敬业中学堂”），成为著名教育家张伯苓的学生。
1908年入保定直隶高等學堂(北洋大学堂预备学堂)。
1909年8月在北京史家胡同游美学务处临时办公处考取庚子賠款獎學金留學生（首批“直接留美生”）。在630名考生中，考得第六名（总分834分，平均分75.11）。
1911年入美國伍斯特理工学院研究電機工程，1914年夏毕业，获工学士学位，并获美国Sigma Xi荣誉学会 嘉奖（美国一种专为奖励优秀大学生的制度，获奖者由各大学推荐，奖品为一金质钥匙，故称“金钥奖”）。 
1914年回國在天津青年會工作，1915年到清華學校執教英文、幾何；1916年即擔任清華大學物理教授。
1931年起擔任清華大學校長。對日八年抗戰期間，清華、北大、南開合組國立西南聯合大學，以校務委員會常委身份主持校務。
国民党六大召开前夕，列入朱家骅与陈立夫联名向蒋介石推荐的98名“最优秀教授党员”之一。
1948年12月29日，梅貽琦堅辭教育部長，陳雪屏代理教育部務:8762。1953年，任教育部在美文化事業顧問委員會主任委員。
1955年奉召返臺，在今臺灣新竹市赤土崎将清華大學復校，並籌辦清華原子科學研究所（参見：國立清華大學工程與系統科學系）。
1958年7月任教育部部長，兼国立清華大學校長。
1959年兼任中華民國國家長期發展科學委員會副主席。
1960年5月患病入台大醫院療養。 1961年2月奉准辭教育部長，仍兼原子能委員會主任委員。
1962年2月當選中華民國中央研究院第4屆（數理科學組）院士。
1962年5月擔任國立中央大學地球物理研究所籌備委員會主任委員。同月19日上午11時病逝台大醫院。23日举行追思會公祭，蔣中正總統特頒「勳昭作育」輓額并派張群致祭，陳誠副總統亦頒輓聯：「崇樸學以黜浮華，實大聲宏，盛績久為文苑重；樹良規而垂教澤，薪傳火盡，道徽猶繫國人思。」

## 家族
妻子韓詠華，天津人，為津門八大家之一韓家之族裔，1919年與梅先生結婚，育有一子四女。
其四弟梅貽寶曾先後任職燕京大學等院校，並於1970年至1973年間出任香港中文大學新亞書院校長。
梅贻琦五兄弟，梅贻宝、梅贻璠、梅贻琦、梅贻琳、梅贻瑞。

## 评价
梅貽琦個性沉靜，寡言、慎言，他的學生曾作打油詩：“大概或者也許是，不過我們不敢說，可是學校總認為，恐怕彷彿不見得。”葉公超用“慢、穩、剛”三個字形容他。“身教重於言教”及“所謂大學者，非謂有大樓之謂也，有大師之謂也”的教育名言深為世人推崇。

## 紀念

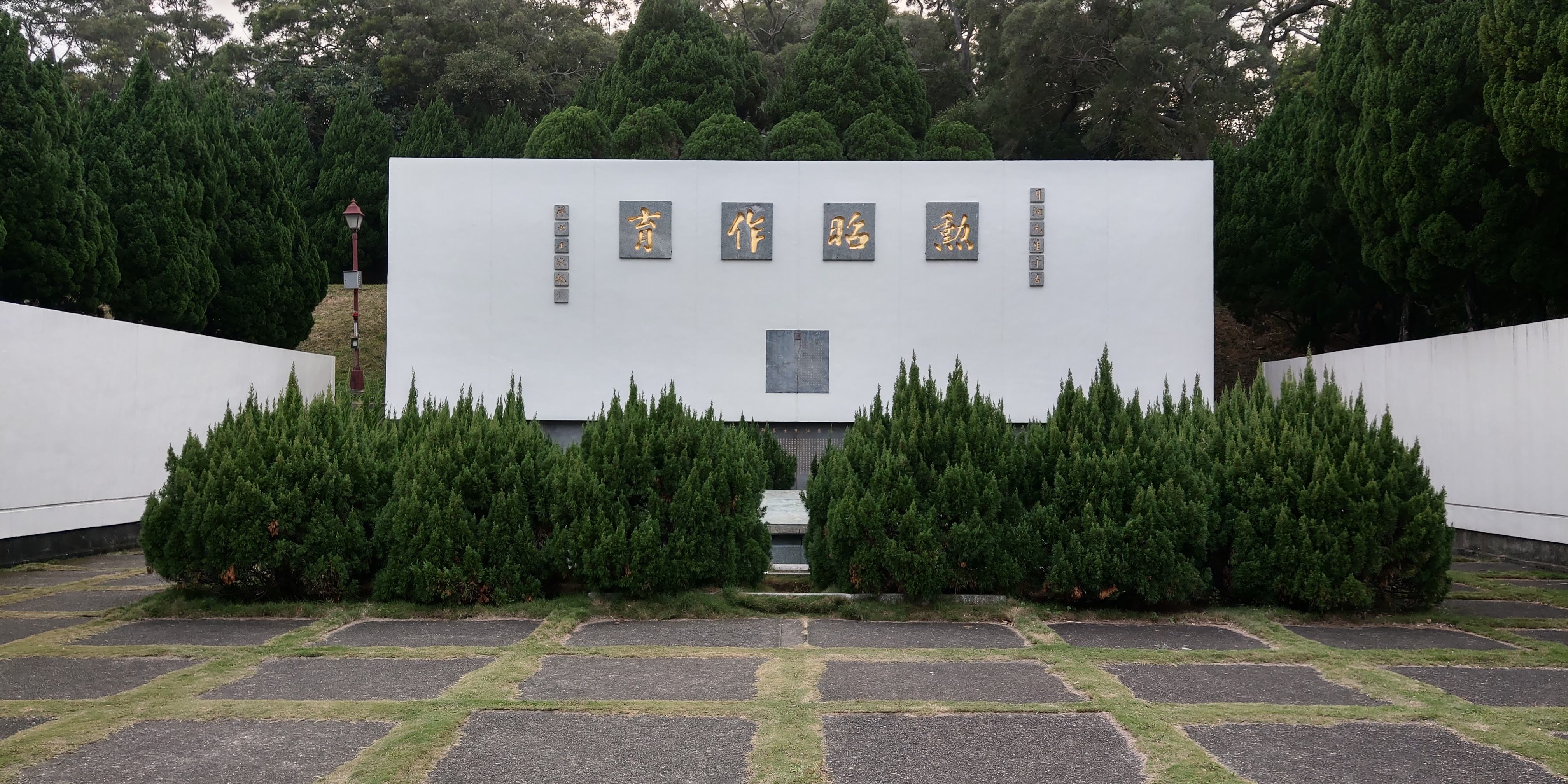
國立清華大學「梅園」

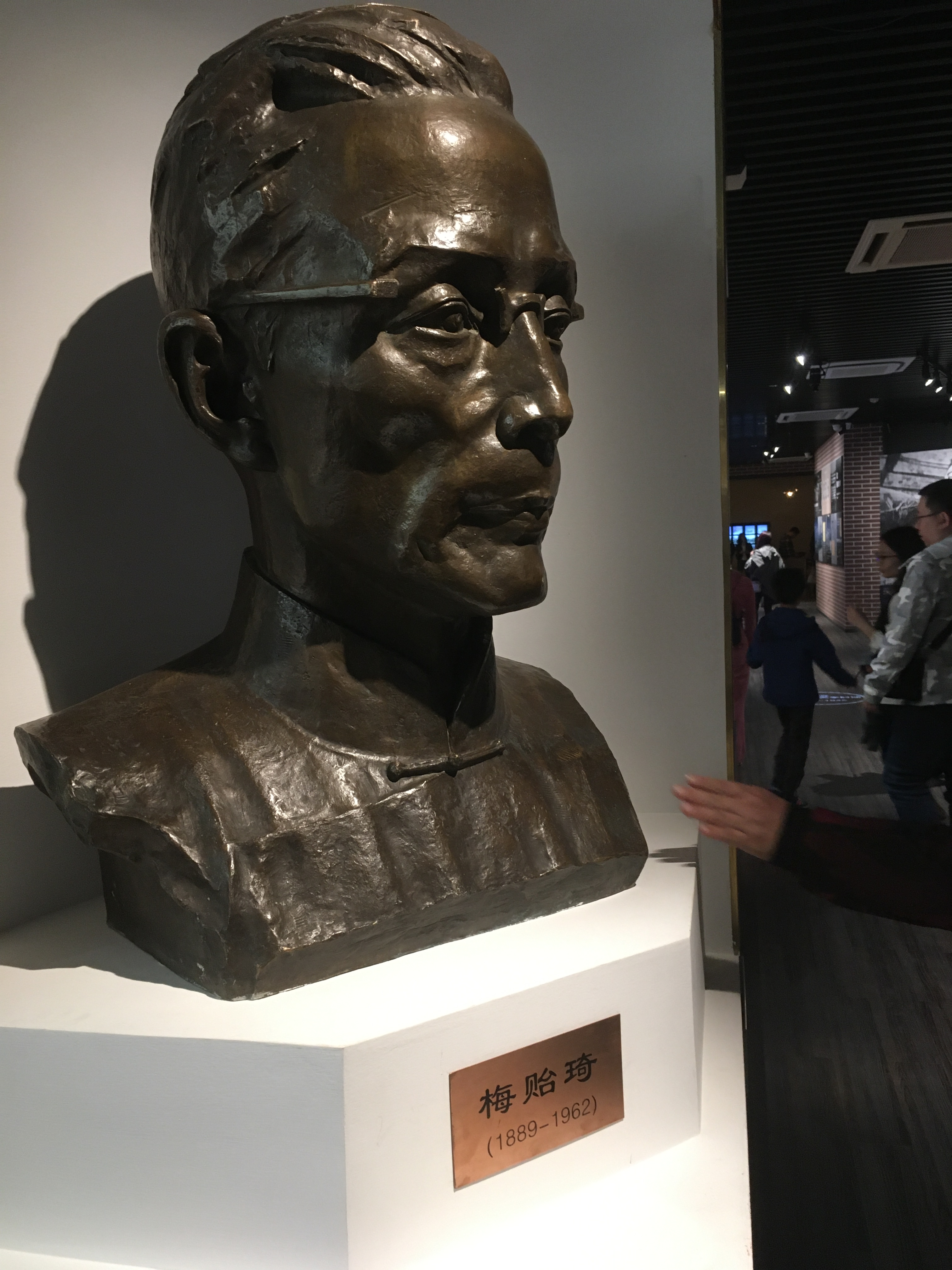
位於清華大學校史館的梅貽琦雕像

1963年，梅貽琦葬於國立清華大學校園，其墓地名為「梅園」。
1969年，國立清華大學與國立交通大學共同舉行梅竹賽，紀念兩校梅貽琦前校長（1962年過世）與交大前校長凌竹銘先生（當時任中國石油公司董事長）。
梅貽琦先生是清華大學（含北平時期、新竹時期）歷史上任期最長的校長（1931年 - 1948年、1955年 - 1962年），清華師生尊稱他為「永遠的校長」。

## 延伸阅读
[在维基数据编辑]
 《游美同學錄·梅貽琦》，出自《游美同學錄》
 在维基共享资源阅览影像